# Łynowycia
Łynowycia (ukr. Линовиця) – osiedle typu miejskiego na Ukrainie, w obwodzie czernihowskim, w rejonie pryłuckim. W 2001 liczyło 2984 mieszkańców, spośród których 2909 wskazało jako ojczysty język ukraiński, 72 rosyjski, 2 białoruski, a 1 inny.

## Urodzeni
- Joazaf (Żewachow)